# Joe Harris (cantante)
Joe Harris, pseudonimo di Georges Lisabeth (Bruges, 25 dicembre 1943 – Bruges, 1º giugno 2003), è stato un cantante belga.

## Biografia
Era il figlio più piccolo di una numerosa famiglia, il padre gestiva un piccolo supermercato e la madre una caffetteria. Già all'età di dodici anni, il giovanissimo Georges incide il suo primo album con il nome di Joske Harris e iniziò a farsi conoscere nell'ambiente musicale fiammingo. Inizialmente cantava le sue canzoni esclusivamente in inglese, esibendosi insieme alla sua band che egli stesso creò e a cui diede il nome di The Pink Umbrellas (ovvero "Gli Ombrelli Rosa"). Il suo periodo più fecondo dal punto di vista musicale fu a cavallo degli anni Sessanta e Settanta quando, insieme al suo gruppo, si esibirà in giro per l'Europa.
Il primo successo per Harris e la sua band arrivò nel 1968 quando pubblicarono due brani che riscossero un notevole successo: Hope of a Miracle e Daisy does. Un altro successo arrivò l'anno successivo con il singolo Home isn't home anymore. Sempre nel 1969 si esibì in Italia, in una kermesse canora di giovani talenti che si tenne in quell'estate a Milano. Rientrato in patria, incise Come una rondine, cover di un brano che la Cuomo aveva appena inciso per la Mercury (egli mantenne la musica originale del maestro Giorgio Logiri, ma si fece tradurre il testo in tedesco dal paroliere tedesco Tony Lincker, mantenendo comunque il titolo in italiano).
Solo a partire dal 1971 iniziò a cantare regolarmente nella sua lingua madre, quando incise il suo primo successo in lingua fiamminga con il singolo Eerst zien en dan geloven, cover del brano Chirpy chirpy cheep cheep lanciato dalla band britannica Middle of the Road. Nel 1975 pubblica Drink Rode wijn, altra cover di un noto brano di Udo Jürgens che riscosse un successo notevole in Olanda dove fu prodotta dal noto discografico olandese Johnny Hoes.
Negli anni ottanta Harris aprì nella sua città il ristorante con annessa sala da ballo "Het Seyenhof" che gestiva insieme alla donna che aveva sposato e che ha tenuto fino al 1992, quando divorziò da sua moglie. Nel 1994  inizia una relazione con Linda, una giovane donna e sua fan che lui definirà sempre come moglie, anche se non si sono mai sposati legalmente.
Nel 1999 gli è stato diagnosticato un cancro all'esofago. Dopo l'intervento chirurgico è stato in grado di superare la malattia, ma il dolore quasi insopportabile postumo all'intervento continuava a tormentarlo.
Il 1º giugno 2003 Harris è stato trovato morto a Bruges. In un primo momento, la polizia aveva ipotizzato il suicidio, ma in seguito all'autopsia si accertò che era morto a causa di un arresto cardiaco.